# Hans Sittich von Berlepsch
Ne doit pas être confondu avec Hans von Berlepsch.
Pour les articles homonymes, voir Berlepsch.
Hans (Johann / Johannes) Sittich von Berlepsch, né vers 1480 et mort le 9 février 1533 à la forteresse Heldrungen, est un chevalier et Amtmann allemand. Il est connu pour avoir été le gardien de Martin Luther de 1521 à 1522 au Wartburg.
Il est l'ancêtre de tous les von Berlepsch qui vivent aujourd'hui.

## Biographie
Ses parents sont Sittich II von Berlepsch († 1513) et Gesa, née von Oldershausen. Sittich II est un des héritiers du château de Berlepsch et Hans Sittich y est probablement né. Après l'école et une courte étude à l'université de Leipzig, Hans Sittich est nommé Amtmann du landgraviat de Hesse au château de Spangenberg vers 1500.  
Berlepsch atteint une importance historique en mai 1521, alors qu'il était probablement dans l'entourage du prince-électeur Friedrich III le Sage. Il participe pour la première fois à la Diète de Worms au printemps 1521. Sur ordre secret de l'électeur, avec Burkhard Hund von Wenkheim, il organise le 4 mai 1521 au soir le simulacre de raid au château d'Altenstein sur Martin Luther lors de son voyage de retour du Reichstag. Il fait amener le réformateur à la Wartburg et l'y cache jusqu'au 1er mars 1522. Pendant ce temps, Luther traduit le Nouveau Testament en allemand. Son séjour devant rester secret, la légende du prisonnier d'État « Junker Jörg » est lancée et il appartient à Berlepsch de rendre crédible la métamorphose politiquement conditionnée de Luther. Luther assume l'identité d'un chevalier dans ses vêtements, ses cheveux et sa barbe, et Berlepsch lui apprend le comportement essentiel d'un noble. Une amitié se développe entre les deux hommes qui durera jusqu'à la mort de Berlepsch.

## Littérature
- Otto Böcher, Martin Luther und Hans von Berlepsch, in: Genealogisches Jahrbuch, Band 33/34, Degener, Neustadt a. d. Aisch, 1995,  (ISSN 0514-3292), p. 113–133 (Lebenslauf).
- Genealogisches Jahrbuch, Bände 32–35, Degener-Verlag, 1993, p. 118.
- Johannes Letzner Herdessianus, Stambuch oder Chronick Des Vhralten Adelichen Geschlechts, Der von Berlebsch, Auß Alten briefflichen vn schrifftlichen Vrkunden, Vertraegen, Contracten, Reuersaln vnd Alter leut Bericht, ordentlich zusammen bracht vnd beschrieben, Georg Baumann, Erfurt, 1594.